# Hornets' Nest
Hornets' Nest (Italiaans: I lupi attaccano in branco) is een Amerikaans-Italiaanse oorlogsfilm uit 1970 onder regie van Phil Karlson en Franco Cirino.

## Verhaal
Tijdens de oorlog wordt een detachement Amerikaanse paratroepers achter de Duitse linies gedropt om een brug op te blazen in Italië. De militairen worden gevangengenomen en alleen hun kapitein kan ontsnappen. Hij sluit een akkoord met enkele jongeren. Als zij hem helpen om de dam op te blazen, zal hij hun dorp verlossen van de Duitse bezetter.

## Rolverdeling
| Acteur                | Personage      |
| --------------------- | -------------- |
| Rock Hudson           | Turner         |
| Sylva Koscina         | Bianca         |
| Sergio Fantoni        | Von Hecht      |
| Giacomo Rossi Stuart  | Schwalberg     |
| Jacques Sernas        | Majoor Taussig |
| Mark Colleano         | Aldo           |
| Mauro Gravina         | Carlo          |
| John Fordyce          | Dino           |
| Giuseppe Cassuto      | Franco         |
| Amedeo Castracane     | Tonio          |
| Giancarlo Colombaioni | Romeo          |
| Ronald                | Mikko          |
| Valerio               | Arturo         |
| Giuseppe Coppola      | Rico           |
| Luigi Criscuolo       | Paolo          |